# Power (canção de Ellie Goulding)
"Power" é uma música da cantora inglesa Ellie Goulding. Lançada em 21 de maio de 2020 através da Polydor Records, como segundo single do quarto álbum de estúdio de Goulding, Brightest Blue. Foi escrita por Goulding, Digital Farm Animals, Lucy Taylor, Jack Tarrant, David Paich, sendo produzida por Jonny Coffer e Jamie Scott. A música apresenta interpolação de "Be the One" (2015), canção da cantora inglesa Dua Lipa.

## Antecedentes e lançamento
"Power diz respeito aos relacionamentos no século XXI, como eles agora podem ser ditados pelas mídias sociais, superficialidade e coisas materiais. A garota da música está desiludida com o amor e as pessoas cruéis, bonitas e auto-obcecadas com as quais ela continua."— "Goulding sobre a letra da música", Press Party
Em 19 de maio, Goulding postou um vídeo em suas mídias sociais com uma citação "Você está ficando sem poder?" O vídeo mostra uma interface de telefone celular. No dia seguinte, ela anunciou o título da música e a data de lançamento; sua capa também foi publicada naquele mesmo dia. A cantora gravou o vídeo da música em sua casa enquanto estava em Londres. Apresenta Goulding vestida com várias roupas em tela dividida, fotos completas e selfies.

## Vídeo de música
O videoclipe de "Power", dirigido por Imogen Snell e Riccardo Castano, foi lançado em 21 de maio de 2020. Goulding gravou o vídeo que acompanha a música diretamente de sua casa enquanto estava em confinamento em Londres, que a mostra vestida com várias roupas em tela dividida, cenas completas e selfies.

## Lista de faixas
Download digital
1. "Power" – 3:11

## Desempenho nas tabelas musicais
| Tabela (2020)                    | Melhor posição |
| -------------------------------- | -------------- |
| Escócia (Scottish Singles Chart) | 52             |
| Polónia (Polish Airplay Top 100) | 56             |
| Nova Zelândia Hot Singles (RMNZ) | 31             |
| Reino Unido (UK Singles Chart)   | 86             |

## Histórico de lançamento
| Região      | Data               | Formato                    | Gravadora       | Ref.         |
| ----------- | ------------------ | -------------------------- | --------------- | ------------ |
| Mundo       | 21 de maio de 2020 | Download digital streaming | Polydor Records | [ 9 ] [ 14 ] |
| Austrália   | 22 de maio de 2020 | Contemporary hit radio     | Polydor UMA     | [ 15 ]       |
| Reino Unido | 30 de maio de 2020 | Adult contemporary radio   | Polydor         | [ 16 ]       |